# Manganocromite
La manganocromite (simbolo IMA: Mnchr) è un minerale molto raro del supergruppo dello spinello e in particolare degli ossispinelli, nella cui famiglia occupa un posto nel sottogruppo dello spinello; si trova all'interno della classe dei minerali di "ossidi e idrossidi" con la composizione chimica Mn2+Cr2O4 e quindi chimicamente un ossido di manganese-cromo.
Insieme alla vuorelainenite (Mn2+V3+2O4), la manganocromite forma un cristallo misto.

## Etimologia e storia
La manganocromite è stata scoperta per la prima volta nell'ex cava di pirite di Shepherd Hill, a circa 3,5 km a nord-nord-est di Neirne e 47 km a est di Adelaide, nelle Mount Lofty Ranges dell'Australia meridionale in Australia. È stato descritto per la prima volta nel 1978 da James Graham (1929-2001), che ha chiamato il minerale in riferimento al suo principale costituente manganese e alla sua relazione con la magnesiocromite.
Il campione tipo del minerale è esposto al Western Australian Museum di Perth con il numero di catalogo nº M.65.1991.

## Classificazione
L'attuale classificazione dell'Associazione Mineralogica Internazionale (IMA) colloca la manganocromite nel supergruppo dello spinello, dove si trova insieme a cromite, cocromite, coulsonite, cuprospinello, dellagiustaite, deltalumite, franklinite, gahnite, galaxite, guite, hausmannite, hercynite, hetaerolite, jacobsite, maghemite, magnesiocromite, magnesiocoulsonite, magnesioferrite, magnetite, spinello, termaerogenite, titanomaghemite, trevorite, vuorelainenite e zincocromite formano il sottogruppo dello spinello all'interno dell'ossispinello. Fanno parte di questo gruppo anche la chihmingite e la chukochenite descritte dopo il 2018, nonché la nicromite, il cui nome non è stato ancora riconosciuto dal CNMNC dell'IMA.
Già nell'obsoleta, ma ancora in uso, 8ª edizione della sistematica minerale secondo Strunz, la manganocromite appartiene alla classe minerale di "ossidi e idrossidi" e da lì alla sottoclasse degli "ossidi con rapporto di quantità materiale metallo : ossigeno = 3 : 4 (spinello tipo M3O4 e composti correlati)", dove insieme a cromite, cocromite, magnesiocromite, nicromite e zincocromite forma il gruppo degli "spinelli di cromite" con il sistema nº IV/B.03.
Anche la 9ª edizione della sistematica minerale di Strunz, in vigore dal 2001 e aggiornata dall'IMA fino al 2009, elenca la manganocromite nella classe "4. Ossidi (idrossidi, V[5,6] vanadati, arseniti, antimoniti, bismutiti, solfiti, seleniti, telluriti, iodati)" e da lì nella sottoclasse "4.B Metallo:Ossigeno = 3:4 e simili"; questa è ulteriormente suddivisa in base alla dimensione dei cationi coinvolti, in modo da trovare la manganocromite nella sezione "4.BB Con soltanto cationi di media dimensione" insieme a cocromite, cuprospinello, filipstadite, jacobsite, magnesiocoulsonite, magnesioferrite, qandilite, vuorelainenite, zincocromite, cromite, franklinite, gahnite, galaxite, hercynite, magnesiocromite, magnetite, spinello, trevorite, ulvöspinello e coulsonite forma il sistema nº 4.BB.05.
La classificazione dei minerali di Dana, utilizzata principalmente nel mondo anglosassone, classifica la manganocromite nella classe degli "ossidi e idrossidi" e lì nella sottoclasse degli "ossidi multipli". La si trova insieme a cromite, cocromite, nicromite e zincocromite nel "sottogruppo del cromo" con il sistema nº 07.02.03 all'interno della suddivisione "ossidi multipli (A+B2+)2X4, gruppo dello spinello".

## Chimica
Il composto idealizzato e teorico Mn2+Cr2O4 è costituito dal 24,64% in peso di manganese (Mn), dal 46,65% in peso di cromo (Cr) e dal 28,71% in peso di ossigeno (O).
Al contrario, piccole quantità di vanadio, ferro e zinco sono state trovate nei campioni esaminati dalla località tipo Shepherd Hill. Sulla base di quattro atomi di ossigeno, la formula empirica è calcolata come:
{\displaystyle \mathrm {(Mn_{0.77}Fe_{0.30}Zn_{0.05})_{\Sigma =1.12}(Cr_{1.88}V_{0.04})_{\Sigma =1.92}O_{4}} }
I campioni comparativi della miniera di Sätra in Svezia contenevano anche titanio, risultando nella formula empirica leggermente diversa:
{\displaystyle \mathrm {(Mn_{0.83}Fe_{0.17}Zn_{0.02})_{\Sigma =1.02}(Cr_{1.06}V_{0.92}Ti_{0.01})_{\Sigma =1.99}O_{4}} }
La formula mista idealizzata risultante è di conseguenza (Mn2+,Fe2+)(Cr3+,V3+)2O4. Gli elementi manganese e ferro o cromo e vanadio indicati tra parentesi possono presentarsi nella formula per sostituzione, ma sono sempre nella stessa proporzione con gli altri componenti del minerale.

## Abito cristallino
La manganocromite cristallizza nel sistema cubico nella struttura dello spinello con il gruppo spaziale Fd3m (gruppo nº 227); possiede costante di reticolo a = 8,47 Å e 8 unità di formula per cella unitaria. Finora è stata trovata solo sotto forma di grani microcristallini tra 10 μm e 80 µm × 800 µm.

## Origine e giacitura
La manganocromite è una formazione minerale molto rara, trovata solo in pochi campioni. La sua località tipo, Shepherd Hill nell'Australia Meridionale, è l'unica località conosciuta in Australia finora. Il deposito è costituito da strati sedimentari ricchi di pirite e si è formato durante il Cambriano. La manganocromite si trova in paragenesi con pirrotite, rutilo e diopside.
Nei monti Vourinos, nella regione greca della Macedonia occidentale, la manganocromite è apparsa come componente delle ofioliti ivi presenti. I minerali di accompagnamento includevano i relativi spinelli cromite e magnetite, così come alcuni minerali di elementi rari come l'awaruite, il rame nativo, la rutheniridosmine, così come l'iridio e l'osmio nella varietà osmiridio.
Nella miniera di minerale di ferro di Sätra, un deposito di pirite-pirrotite a banda chiara nel giacimento minerario di Doverstorp vicino a Finspång in Svezia, il minerale è stato trovato associato a vuorelainenite, sfalerite e alabandite.
Situata in Spagna vicino a El Molar nella provincia di Tarragona, Mina Serrana è un giacimento di minerale di manganese formato dal metamorfismo di contatto, in cui sono stati trovati, tra gli altri, minerali di manganese come manganite, cummingtonite di manganese, grunerite di manganese, piroxmangite e rodocrosite.
Nella gola di Olkhon vicino al lago Bajkal nell'oblast' di Irkutsk russo, che è anche considerata la località tipo del minerale olkhonskite, che finora è stato scoperto solo lì, è stata trovata, tra gli altri, la manganokrohite, insieme ai minerali anch'essi molto rari berdesinskiite, eskolaite, karelianite, schreyerite e vuorelainenite, tra gli altri.
Inoltre, la manganocromite, insieme ad alabandite, daubreelite, olivina, pirosseni, troilite e vari solfuri di zinco, è stata rilevata nel meteorite ferroso Burkhala, che è stato trovato in Russia nel 1983.

## Forma in cui si presenta in natura
Il minerale è traslucido e mostra una lucentezza metallica sulle superfici dei grani grigio-neri, che sono anche grigio-brunastri al microscopio a luce riflessa.